# 金沢市立大徳中学校
金沢市立大徳中学校（かなざわしりつ だいとくちゅうがっこう、英語: Kanazawa Municipal Daitoku Junior High School）は、石川県金沢市観音堂町にある公立中学校。

## 沿革
《主要な出典：》
- 1987年（昭和62年）6月8日 - 仮称第2金石中学校として建設計画策定。
- 1988年（昭和63年）
  - 6月27日 - 校名「大徳中学校」決定。
  - 12月8日 - 校章意匠決定。
- 1989年（平成元年）
  - 2月24日 - 校舎等完成。
  - 4月1日 - 金沢市立大徳中学校創立。
  - 4月4日 - 開校式。
  - 6月24日 - 校旗制定。
  - 6月28日 - 校歌制定（作詞：梶井重雄、作曲：橋本祥路）。
  - 10月20日 - プール完成。
  - 10月26日 - 竣工式。
  - 10月28日 - 校訓碑除幕。
- 1993年（平成05年）10月1日 - 創立5周年祭モニュメント除幕式。
- 1998年（平成10年）10月31日 - 創立10周年記念式典挙行。
- 2003年（平成15年）10月20日 - 学校給食開始（北部調理場より搬入）。
- 2008年（平成20年）10月3日 - 創立20周年記念式典挙行、同窓会発足。
- 2018年（平成30年）
  - 10月20日 - 創立30周年記念式典挙行。
  - 日付不詳 - ユネスコスクール認定[5]。

## 通学区域
大徳小学校通学町、木曳野小学校通学町（畝田町チ、畝田中1丁目、畝田中2丁目、畝田中3丁目、畝田中4丁目、畝田西1丁目、畝田西2丁目、畝田西3丁目、畝田西4丁目、木曳野2丁目、観音堂町に限る。）

## 周辺

### 文教関係
- 金沢市立大徳小学校
- 金沢市立工業高等学校
- 石川県立金沢西高等学校
- 金沢海みらい図書館

## 主な卒業生
- 新田さちか